# Lupinus praestabilis
Lupinus praestabilis är en ärtväxtart som beskrevs av Charles Piper Smith. Lupinus praestabilis ingår i släktet lupiner, och familjen ärtväxter. Inga underarter finns listade i Catalogue of Life.